# Cryptamorpha figurata
Cryptamorpha figurata es una especie de coleóptero de la familia Silvanidae.

## Distribución geográfica
Habita en Nueva Caledonia.